# Милан Ђорђевић (новинар)
Милан Ђорђевић (Рума, 10. октобар 1845 - Рума, 27. септембар 1884) био је српски професор, адвокат и новинар.

## Биографија
Гимназију је похађао у Сремској Митровици, Новом Саду и Сегедину, где је и матурирао 1865. године. Потом студира филозофију у Пешти, Бечу и Прагу, и стиче звање доктора филозофије 1869. године. Током студија био активан у српским омладинским удружењима Слога (Сегедин), Преодница (Пешта) и Зора (Беч).
У новосадкој Реалној гимназији предавао 1870, а у Српској православној великој гимназији 1871-1872. држао наставу из светске историје и географије. Из политичких разлога прешао у Београд, и тамо се посветио новинарству. Заједно са Владиславом Каћанским издавао је у Београду лист Браник који се бавио политичким темама (1873—1875). Такође је сарађивао у Правди, листу "за све гране правних наука".
У Нови Сад се враћа 1876. и преузима дужност уредника Заставе, док је Светозар Милетић био у затвору. Упоредо са Заставом издавао је у Новом Саду недељни лист за забаву и поуку Завичај (1878). Због слабог интересовања читалачке публике лист је угашен након 26 бројева.
Када се 1880. Милетић поново укључио у политички живот и наставио да уређује Заставу, Ђорђевић се преселио у Руму и бавио се адвокатуром. Биран је и за посланика на Народно-црквеном сабору у Сремским Карловцима и у Хрватском сабору. У родном месту је 1882. покренуо Српски глас - лист за књижевност и политику. У овом гласилу је заступао интересе Срба у Хрватској, тражећи национално ослобођење и уједињење српског народа. Последњи број Српског гласа изашао је 30. децембра 1883. године.
Љубавне и родољубиве песме и приповетке објављивао је у Даници, Матици, Вили, Младој Србадији. Уређивао је и календар Српски соко (1878-1881). У Летопису Матице српске му је изашао чланак Поглед на економски развитак људски (1882). У Београду је штампао књигу Идеја народности са културно-историјског погледа (1872).
Редован члан Матице српске постао је 1868, а за члана Књижевног одељења биран je 1871. године. Налазио се и у Одбору Књижевног одељења.

## Занимљивости
Неки уредници српских новина и часописа на територији данашње Хрватске, а ондашње Аустроугарске, нису имали дужи животни век. Тако је родом Корчуланин, Србин католик Антун Фабрис, након тамновања због објављивања песме Бокешка ноћ у првом књижевном часопису у Дубровнику - Срђ, трајно нарушио своје здравље и преминуо је у 40. години живота. Католички Србин Луко Зоре је поживео 60 година, а уредник Српског гласа у Загребу, Милан Ђорђевић умире у 39. години. Павле Јовановић, први уредник Србобрана, који је такођер био у тамници због неких чланака (критике аустроугарске власти у БиХ)  умире у напону снаге и политиког талента у 48. години живота. Сава Бјелановић, уредник Српског листа, који је касније забрањен и каснијег Српског гласа (Задар) живи до своје 46. године. Будислав Будисављевић уредник Новог Србобрана и Српског кола умире, као и новинар и уредник Српскога кола, Милан Грчић, у 42. години живота. Сима Лукин Лазић, власник и уредник листа Врач погађач умире у 40. години.